# Tephromelataceae
Tephromelataceae is een botanische naam voor een familie van korstmossen behorend tot de orde Lecanorales.

## Geslachten
De familie bestaat uit vier geslachten:
- Calvitimela (11)
- Mycoblastus (12)
- Tephromela (49)
- Violella (2)